# Edward Celestin Daly
Edward Celestin Daly, O.P. (* 24. Oktober 1894 in Cambridge, Massachusetts; † 23. November 1964 in Rom, Italien) war ein US-amerikanischer römisch-katholischer Geistlicher. Daly war von 1948 bis zu seinem Unfalltod Bischof des Bistums Des Moines.

## Leben
Edward Daly, Sohn von James und Elizabeth Daly, wuchs in Boston, Massachusetts auf. Hier absolvierte er von 1912 bis 1914 das Boston College. Im Jahr 1915 trat er dem Orden der Dominikaner bei und begann Theologie und Philosophie im Dominican House of Studies in Washington, D.C. zu studieren. Am 12. Juni 1921 empfing er aus der Hand von  Bischof John Timothy McNicholas das Sakrament der Priesterweihe.
Bis 1923 studierte er Kanonisches Recht an der Katholischen Universität von Amerika; danach nahm er eine Stelle als Archivar und Sekretär an der Apostolischen Nuntiatur in Washington an. 1936 erhielt er seinen Master in Theologie, so dass er als Professor am Dominican House of Studies unterrichten durfte.
Am 13. März 1948 ernannte Papst Pius XII. Daly zum Bischof von Des Moines. Die Bischofsweihe spendeten ihm am 13. Mai 1948 der Erzbischof und spätere Kardinal Amleto Giovanni Cicognani und die Mitkonsekratoren, die Bischöfe Henry Rohlman und Leo Binz. Im Mai 1958 erhielt er den Titel Päpstlicher Thronassistent. Über das 16-jährige Episkopat Dalys ist wenig bekannt.
Zuletzt nahm er als Delegierter am Zweiten Vatikanischen Konzil statt. Am 21. November 1964 war die dritte Sitzungsperiode zu Ende gegangen. Daly hatte geplant, von Rom über Athen und Kairo nach Israel ins Heilige Land zu fliegen. Am 23. November 1964 bestieg er darum den Flug 800 von Trans World Airlines von Rom nach Athen. An Bord befanden sich 73 Menschen, 62 Passagiere und elf Besatzungsmitglieder. Kurz nach dem Start kam es zur Katastrophe, als um 13:09 Uhr Ortszeit durch eine Fehlfunktion der Triebwerke die Boeing 707 in Flammen aufging und das Wrack auf die Landebahn des Flughafens Rom-Fiumicino stürzte. Von den 73 Menschen an Bord überlebten nur 23 das Unglück. Unter den 50 Todesopfern (45 Passagiere und 5 Besatzungsmitglieder) befand sich auch der 70-jährige Bischof Edward Daly.